# Bois-Héroult
Bois-Héroult é uma comuna francesa na região administrativa da Normandia, no departamento de Sena Marítimo. Estende-se por uma área de 6,5 km². Em 2010 a comuna tinha 195 habitantes (densidade: 30 hab./km²).